# HR Delphini
HR Delphini eller Nova Delphini 1967 var en långsam nova i stjärnbilden Delfinen. Novan upptäcktes den 8 juli 1967 av den brittiske astronomen George Alcock. Utbrottet fastslogs till den 30 juni. Den nådde magnitud +3,6 i maximum och avklingade sedan långsamt.  Den är nu en stjärna av 12:e magnituden.